# Medios audiovisuales en carta abierta
Medios Audiovisuales es una Comisión perteneciente al Espacio Carta Abierta de la República Argentina. Esta Comisión fue creada con el objetivo de promover, apoyar e impulsar una nueva Ley de Radiodifusión en la Argentina, que reemplace a la vigente de la última dictadura militar que se inició en el año 1976 y finalizó en 1983.
Diversos sectores relacionados con la comunicación argumentan que la actual ley de radiodifusión da lugar a monopolios y oligopolios mediáticos, que dominan la opinión pública con la distribución de un discurso hegemónico. Quienes apoyan la ley aseguran que dará lugar a una participación democrática del espacio de la información y mayor pluralidad.
Para llevar a cabo sus objetivos, la Comisión se dividió en subcomisiones temáticas. Entre ellas podemos nombrar, entre otras, una de análisis semiológico del discurso, otra de producción gráfica en la cual se comparán las leyes de radiodifusión de Francia, EE. UU., y Argentina.